# 競速輪滑
競速轮滑（Inline speed skating），也稱速度輪滑，以单排、双排轮滑鞋为比赛工具的竞赛项目，具体项目有：场地赛和公路赛。該項是目前唯一進入亞運會正式項目和奧運會表演項目的直排輪項目。
由於這與競速滑冰相似，因此不少選手現在都會根據季節進行根據季節競速滑冰和競速輪滑之間的切換及訓練。

## 國際賽地位
管理單位國際滑輪溜冰總會 (FIRS)在20世紀最後的10年極力爭取奥林匹克运动会亮相機會，但比任何其他項目的地位都顯然不足。最著名的是，它沒有職業化時室內滑輪冰球 (來自滑輪冰球) 作為一個示范運動出現在在巴塞罗那舉行1992年夏季奥林匹克运动会。

## 外部連結
- Big Wheel Blading Online Magazine focusing on all disciplines of Big Wheel Blading （页面存档备份，存于）
- International Federation of Roller Sports
- World Speed Records
- Albany GT Speed （页面存档备份，存于）
- Rocky Mountain Racing
- British Skating Legends （页面存档备份，存于）
- （页面存档备份，存于）